# Лав (фільм)
«Лав» (англ. Luv) — американський художній фільм 1967 року за п'єсою 1964 року. Вийшов в світовий прокат 26 липня 1967 року.

## Сюжет
Фільм розповідає про зустріч двох давніх друзів, які навчались разом в коледжі: Гаррі, нонкорформіста за переконанням, і матеріаліста Мілта. Мілт зустрічає Гаррі тоді, коли той намагається зістрибнути з моста. Кожен з них знаходить одинакові проблеми, не дивлячись на те, що історії їх життя цілком різні. Мілт, дивлячись на Гаррі, розуміє, що ключем до його спасіння з наявної ситуації є його дружина Еліс, яку він намагається нав'язати старому приятелю, щоби втекти зі своєю коханкою.

## У ролях
| Актор         | Роль                          |
| ------------- | ----------------------------- |
| Джек Леммон   | Гаррі Берлін                  |
| Пітер Фальк   | Мілт Менвілл                  |
| Елейн Мей     | Еліс Менвілл                  |
| Ніна Вейн     | Лінда                         |
| Пол Гартман   | Дойл                          |
| Едді Майхофф  | Ді Ей Гудхарт                 |
| Северн Дарден | Вандергіст                    |
| Алан Девітт   | Долрімпл                      |
| Гаррісон Форд | хіппі (сердитий автомобіліст) |